# Bosques de coníferas Qionglai-Minshan

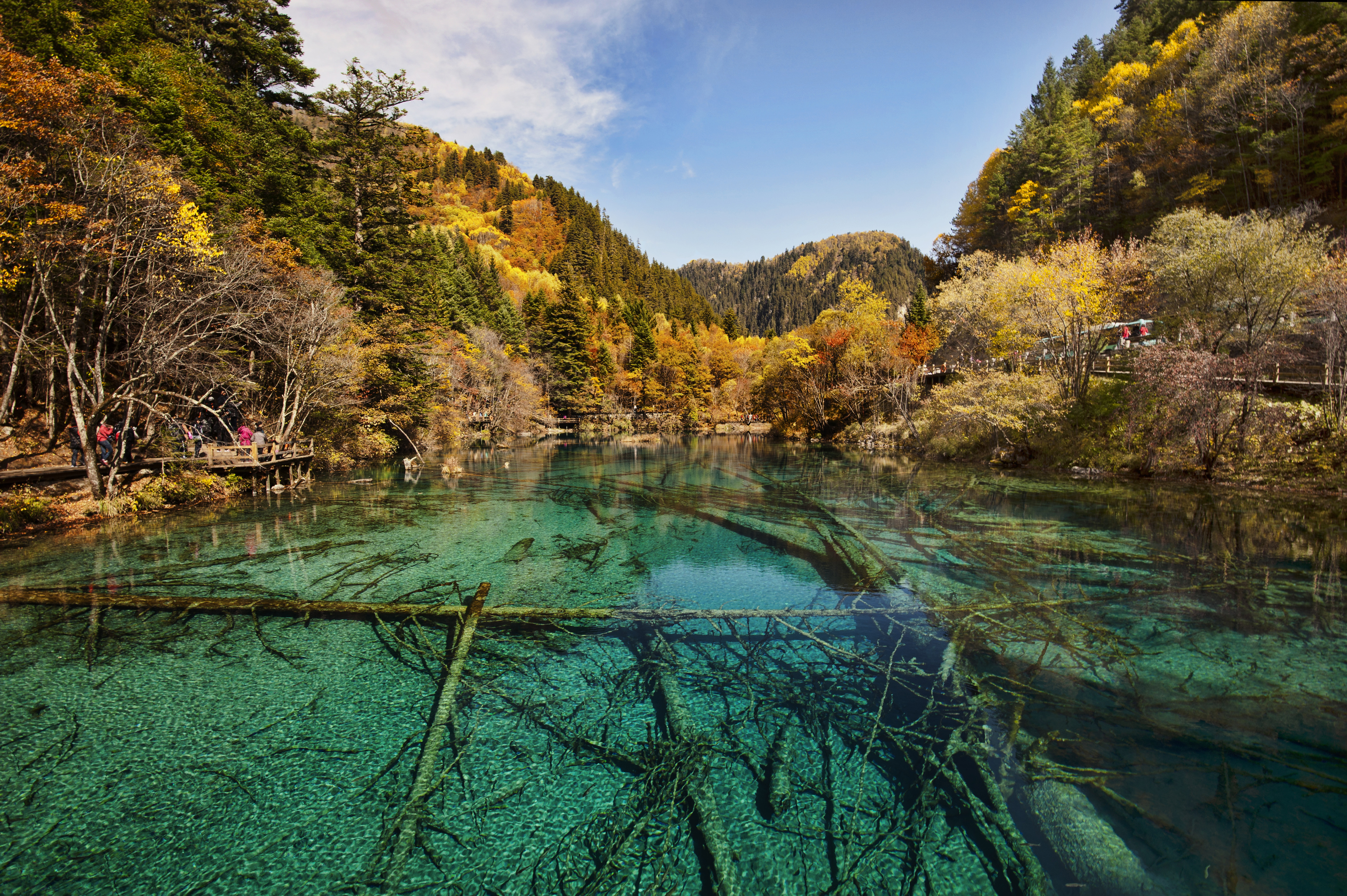
Bosques de coníferas en el Valle Jiuzhaigou

Los bosques de coníferas Qionglai-Minshan son una ecorregión del Fondo Mundial para la Naturaleza en el suroeste de China. Estos bosques se clasifican como bosques de coníferas templadas y forman parte del reino paleártico. Los bosques de coníferas Qionglai-Minshan cubren las montañas a lo largo del borde oriental de la meseta tibetana, incluidas las montañas Min, las montañas Qionglai, las montañas Daxue y las montañas Daliang. Además de estas cadenas montañosas, los tramos inferiores del valle del río Dadu sostienen porciones significativas de los bosques. Los bosques de coníferas de Qionglai-Minshan se encuentran casi por completo en el oeste de Sichuan, pero también se pueden encontrar pequeñas porciones en el sur de Gansu y en el extremo noreste de Yunnan.
El sotobosque de los bosques de coníferas de Qionglai-Minshan se compone generalmente de bambú y esta ecorregión es uno de los últimos hábitats que quedan donde se pueden encontrar los pandas gigantes salvajes.
Dentro de los bosques de coníferas de Qionglai-Minshan están la Reserva Natural Nacional Wolong y el Valle Jiuzhaigou.